# Малюр широкодзьобий
Малюр широкодзьобий (Chenorhamphus grayi) — вид горобцеподібних птахів родини малюрових (Maluridae).

## Поширення
Вид поширений на північному заході Нової Гвінеї. Мешкає у субтропічних та тропічних вологих низинних лісах.

## Опис
Дрібна пташка, вагою 13-14 г.